# Ricardo Morris
Ricardo Morris (1992. február 11. –) jamaicai labdarúgó, a Portmore United középpályása.

## Pályafutása
A Portmore United csapatával három jamaicai bajnoki címet nyert. Részt vett a jamaicai válogatott tagjaként a 2019-es CONCACAF-aranykupán.

## Sikerei, díjai
Portmore United
- Jamaicai bajnokság
  - bajnok (3): 2011–12, 2017–18, 2018–19